# Ламунін
Ламунін — один з 8 мукімів (районів) округи (даера) Тутонг, у центрі Брунею.

## Райони
- Кампонг Лауонг
- Кампонг Куала Абанг
- Кампонг Пенгкалан Тангсі
- Кампонг Белуну
- Кампонг Пенгкалан Донг
- Кампонг Танйонг Дангар
- Кампонг Ламунін
- Кампонг Піасан
- Кампонг Букіт Суланг
- Кампонг Бентудоh
- Кампонг Панчонг
- Кампонг Біонг

| Бруней | Це незавершена стаття з географії Брунею. Ви можете допомогти проєкту, виправивши або дописавши її. |